# De Fructibus et Seminibus Plantarum

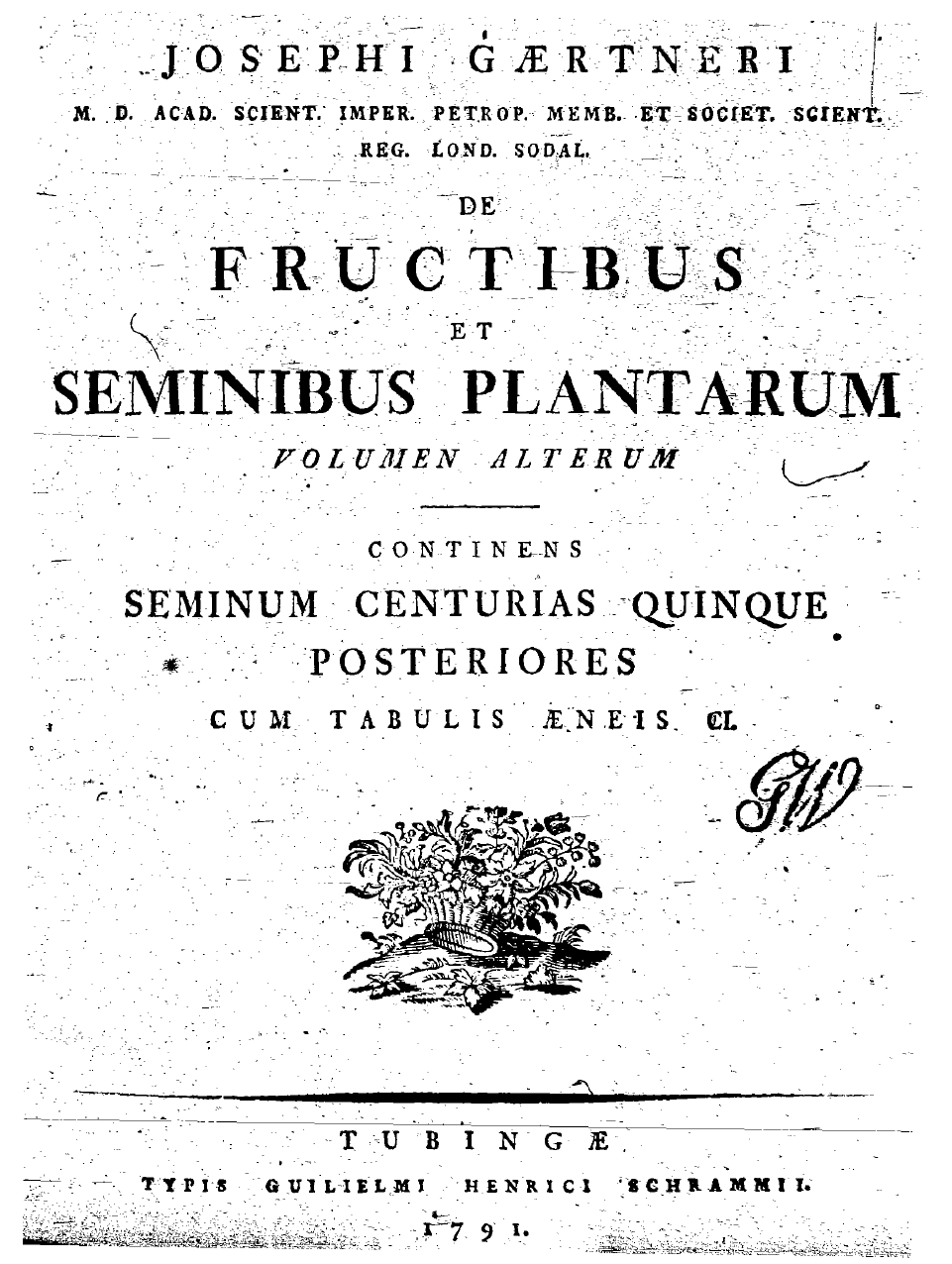
Frontispicio de De Fructibus et Seminibus Plantarum

De Fructibus et Seminibus Plantarum, también conocido de forma abreviada como Fruct. Sem. Pl., es un tratado de botánica en tres volúmenes, escrito por Joseph Gaertner. El primer volumen fue editado en diciembre de 1788. El segundo volumen fue publicado en cuatro partes en 1790, 1791, 1791 y 1792 respectivamente. Un tercer volumen fue publicado después de su muerte por su hijo Carl Friedrich von Gaertner desde 1805 a 1807; este último volumen es también conocido como Supplementum Carpologicae, abreviado como Suppl. Carp..
De Fructibus se basó en las muestras de más de un millar de géneros, entre ellos especímenes de Australia y del Pacífico de la colección de Sir Joseph Banks, y especímenes de Sudáfrica de la colección de Carl Peter Thunberg. Se trataba fundamentalmente de un estudio de frutos y semillas, pero la clasificación resultante fue excepcional para su época.